# Blind mullvad
Blind mullvad (Talpa caeca) är en däggdjursart som beskrevs av Savi 1822. Den ingår i släktet mullvadar och familjen mullvadsdjur. IUCN kategoriserar arten globalt som livskraftig.
Denna mullvad förekommer med flera från varandra skilda populationer norr om Medelhavet. En större population finns i Italien och i angränsande områden av Frankrike och Schweiz. Den andra stora populationen förekommer från Bosnien-Hercegovina över Serbien och Albanien till Grekland. I bergstrakter når arten 2000 meter över havet men den är mera vanlig i låglandet. Habitatet utgörs av öppna trädansamlingar och ängar. Talpa caeca äter troligen daggmaskar och andra ryggradslösa djur.

## Underarter
Arten delas in i följande underarter:
- T. c. augustana
- T. c. caeca
- T. c. hercegovinensis
- T. c. steini